# Quimioteràpia intraperitoneal hipertèrmica
La quimioteràpia intraperitoneal hipertèrmica (coneguda per HIPEC o IPHC de l'anglès hyperthermic intraperitoneal chemotherapy) és un tipus de teràpia d'hipertèrmia que s'utilitza en combinació amb cirurgia en el tractament de càncers abdominals avançats (sovint una carcinomatosi peritoneal). En aquest procediment, els medicaments contra el càncer escalfats s'influeixen i circulen a la cavitat peritoneal (abdomen) durant un curt període. Els agents quimioterapèutics generalment infosos durant la IPHC són la mitomicina-C i el cisplatí.